# 光の伝説
『光の伝説』（ひかりのでんせつ）は、麻生いずみにより「週刊マーガレット」（集英社）で連載された、新体操を題材にしたスポーツ漫画。及び、それを原作としたテレビアニメである。
コミックは、全16巻。

## 概要
週刊マーガレット（1988年よりマーガレット）にて1985年29号から1988年10号まで3年半にわたって連載された。主人公の上条光が、新体操の魅力を知り、日本のトッププレイヤーとしてソウルオリンピックに出場するまでを描く。物語当初は男子体操界のホープである大石（大石もソウルオリンピックに出場する）にあこがれていたが、音楽家で演技の伴奏をする夏川と恋愛をするようになり、ソウルでの演技で、二人の呼吸がぴったりとあったすばらしい演技（ただし、彼のボーカルがはいったので、規定に違反したというクレームがつく）をするところで作品は完結した。

## ストーリー
愛香学園中等部二年生で、新体操部員の上条 光がライバルである椎名葉月とともに天性の才能を伸ばし、世界を舞台に活躍する。新体操を物語のメインとし、光を想う二人の男子生徒との切ない恋愛模様も描く。

## 登場人物
※声はアニメ版のもの。キャラクター等の設定について原作とアニメで異なる箇所がある。　
上条 光（かみじょう ひかり）
声 - 伊藤つかさ（タイトルコールも兼任）
神奈川県内に所在する愛香学園中等部2年の新体操部員。14歳。身長:154cm。小柄ながら、天性とも言える実力を持つ。新体操競技会世界大会に観客として来ていた光がブルガリアの新体操女王、ディアナ・グロイチェワの演技に対してミスを指摘（葉月に言わせると“審判にくってかかった”）することによってディアナと言葉を交わし、さらに新体操への熱を上げ一年後、新体操で有名な愛香学園中等部に転入する。愛犬は温厚な性格をした大型犬のチャチャ丸（ちゃちゃまる）。アニメ第一話では先輩である椎名葉月の演技上の些細なミスを見抜き（監督ですら見抜けなかった）それを臆せず指摘したことで葉月から一目置かれる。原作ではライオンズのファンだが小説版では大洋のファンである。
大石 誉昭（おおいし たかあき）
声 - 飛田展男
愛香学園中等部3年で男子体操部のホープ。全日本代表に抜擢されるほどの実力を持つ。後述の椎名葉月と昔から仲が良く、葉月と同様に光の実力に気づいており、光の良きアドバイザーとなる。しかし、次第に光に対して恋愛感情を持つようになった大石は葉月との仲で思い悩む。父に反抗していることもあり、後述の夏川真生と二人でサングラスをかけ、タバコをふかしつつ夜の街を彷徨うなどの行動をすることもある。夏川には「ジェームズ・ディーンを気取っているのか？」と問われている。原作では椎名葉月と婚約。アニメ最終回では「宇宙飛行士にでもなろうかな」と意味深げな言葉を残す。
椎名 葉月（しいな はづき）
声 - 富沢美智恵
愛香学園中等部3年。15歳。身長:160cm。中学生ながら女王と呼ばれる新体操の実力者で第二の山﨑浩子と評される。実家はブティックを経営しており裕福でメイドを雇っている。大石と以前から仲が良い。原作では再生不良性貧血という重病を患っているが、アニメ版ではそれについては触れられていない。ただし、葉月が入院した際に葉月の母親が病院の中庭で涙を流すという、原作の設定を踏まえていると伺わせるシーンがある。「いろいろあって」新体操から遠ざかる。のちに大石と婚約する。
夏川 真生（なつかわ まお）
声 - 井上ヨシマサ 、木藤聡子（6歳当時）
愛香学園中等部3年。アニメ版では光と幼馴染で家は隣同士。光に恋愛感情を持つようになる。大石とは親友。軽音楽部主将で普段はプレハブの部室で他の部員たちと演奏の練習をしている。直情的な性格かつ、その不良まがいの外見から「魔王」と呼ばれ恐れられている。プロからスカウトされるほどの音楽的実力の持ち主であるが音楽で生きてゆくことの厳しさはまだ自覚しておらず、レコード会社のプロデューサーからきついボディーブローを受けて唇を噛み締め、初めて音楽業界の厳しさを知る。アニメ版では制服のシャツの胸ポケットにサングラスを入れており、サングラスを着用する場面が多く描かれている。光の新体操の伴奏曲を製作するエピソードについては原作とアニメ版では全く逆で、原作では夏川から光へ自分の曲を強引に売り込み、夏川がロッカーだと事前に聞いていた光に「からかいならやめてください」と一蹴されるが、アニメ版では光のほうから夏川へ伴奏曲の製作を頼み込み、夏川から「くねくね踊りの曲なんか作れるか！」と言われる。なお結局、曲は仕上げている。最終回ではプロデビューも決まり、レコーディングでロンドンへ渡る。外国人の大男と掴み合いする場面では「トラブル・イズ・マイ・ビジネスってところだ」などと不思議なセリフを残す。登場は原作よりアニメ版のほうが早く、夏川の名を命名したのは脚本家の園田英樹である。夏川は原作者・麻生の後の作品『ナチュラル』に、ゲストとは片付けられない重要な役で登場する。この際、“光”と思わせる妻も後ろ姿のみで登場するが、こちらは特別サービスレベル。
生島 若子（いくしま わかこ）
愛香学園中等新体操部のメンバー。
小沢 ひとみ（おざわ ひとみ）
愛香学園中等新体操部のメンバー。
朝倉 夏子（あさくら なつこ）
愛香学園中等新体操部のメンバー。
佐川 初子（さがわ はつこ）
愛香学園中等新体操部のメンバー。
山本 敦子（やまもと あつこ）
愛香学園中等新体操部のメンバー。
マリア・レノバ（Maria Lenova）
声 - 佐々木るん
ブルガリアの新体操時期女王候補選手。14歳。勝気で無鉄砲な性格、双子の妹がいる。
ディアナ・グロイチェワ（Diana Groicheva）
声 - 土井美加
ブルガリアの新体操選手で世界の女王。光にブルガリア留学を勧める。
エレナ・ベルコワ（Elena Bercova）
ブルガリアの新体操選手、光の新体操のライバル、光の1歳年上、でもクイーンカップにて光に敗れ、彼女は引退する、その後は桐生芙美子の監督。
ニコリーナ・ガロウ（Nikolina Gallow）
ブルガリアの新体操選手。
陳 美玲（チン メイリン）
香港の新体操選手。
ニナ・ウラノワ（Nina Ulanova）
ソ連の新体操選手。
ナタリア・ドウジンスカヤ（Natalia Dudinskaya）
新体操選手。
ジョイス・ハート（Joyce Hart）
カナタの新体操選手。
カタリーナ・シュミット（Katharina Schmidt）
新体操選手。
ミッシェル・ガロウ（Michelle Gallow）
新体操選手。
キャメロン（Cameron）
新体操選手。
リサ・ウェッブ（Lisa Webb）
ニュージーランドの新体操選手。
ヴァレリー・ニールセン（Valerie Nielsen）
アメリカの新体操選手。
タチアナ・エルチェニア（Tatyana Elchenia）
ソ連の新体操選手。
ネーリー・シェビンスカ（Nelly Szewinska）
ユーゴの新体操選手。
ゾフィー・ウェンツェル（Sophie Wenzel）
東ドイツの新体操選手。
エンディラ・パルツ（Endira Paltz）
ルーマニアの新体操選手。
クリスチーナ・ルイス（Christina Lewis）
アメリカの新体操選手。
ヴァレリー・エバンス（Valerie Evans）
新体操選手。
アイリーン（Irene）
新体操選手。
レジーナ（Regina）
新体操選手。
石崎監督（いしざきかんとく）
声 - 吉田理保子
愛香学園新体操部の女性監督。普段はジャージ姿。
三田 恵（みた めぐみ）
声 - 神代智恵
光が入部するまでは葉月に次いで新体操部NO.2の実力だった。自分が常にスポットライトを浴びていなければならない勝気な性格のため、光には何かと強く当たる。しかし、物語の中、後半にかけて光の実力には勝てないことを自覚したのか、さらには光の優しさに心を動かされたのか定かではないが、光に声援を贈るようになった。原作では先輩。
山崎 里見（やまざき さとみ）、土井 由希子（どい ゆきこ）
声 - 伊藤美紀、小林優子
愛香学園中等部2年生。新体操部、光の友人。
上条 武（かみじょう たけし）
声 - 田原アルノ
光の父。42歳。某一部上場企業の部長。口数は少なくテレビを見るときも食事中でも常に顔を隠すように新聞を読んでいる。そのため劇中では一度も顔を見せていないが、原作では他の登場人物と同じように普通に顔を出しており、夏川真生を殴ったことがある。「アイツ（光）は俺に似て運動神経が良いからな」と言った際、妻のひとみから「私に似たんです」と否定された。
上条 ひとみ（かみじょう ひとみ）
声 - 太田淑子
光の母。38歳。明るい性格で光の演技を見るたびに騒ぎながら応援する。光の修学旅行用のジャージを洗って部屋に持ってきてくれる優しい母親。
上条 都（かみじょう みやこ）
声 - 鶴ひろみ
光の姉。女子大学生。光に何かと相談を持ちかけられる良き理解者。
大石 敏明（おおいし としあき）
声 - 松岡文雄
大石誉昭の父。事業家。息子には体操をさせたくないと思っており、それが息子との不仲の原因になっている。原作は登場しない、アニメオリジナルキャラクター。
島田（しまだ）
声 - 屋良有作
大石の会社の社員。優男風。大石の父が誕生日を兼ねた各界著名人パーティを主催し、誉昭にも参加するように言うが誉昭が従わないため、島田が誉昭に「ここはどうか私の顔を立てて……」と懇願して自宅に連れ帰ろうとするが近くにいた夏川真生に「そんな顔が立つかな」と凄まれて退散する。
木戸 恵利子（きど えりこ）
声 - 高田由美
大阪阪波中学の新体操選手、幸子の双子の姉。
木戸 幸子（きど さちこ）
声 - 高田由美
大阪阪波中学の新体操選手、恵利子の双子の妹。
野田 みや（のだ みや）
木戸幸子の伴奏者。
中村 美幸（なかむら みゆき）
新体操選手。
小島 愛子（こじま あいこ）
声 - 伊倉一恵
新体操選手。
藤田 有美（ふじた ゆみ）
新体操選手
安部 久美子（あべ くみこ）
新体操選手。
佐倉 奈々子（さくら ななこ）
上条光の新体操のライバル。15歳。小柄で、身長:145cm。
佐倉夫婦（さくらふうふ）
奈々子の両親。
桐生 芙美子（きりゅう ふみこ）
新体操選手。光の2歳年下で、彼女と瓜二つ。監督はエレナ・ベルコワ。
塙 恵子（はなわ けいこ）
新体操選手。
田中 容子（たなか ようこ）
新体操選手。
望月 かお子（もちづき かおこ）
新体操選手。
松島 祐美（まつしま ひろみ）
新体操選手。
志水 令子（しまず れいこ）
新体操選手。
蒔田 優（まきた ゆう）
新体操選手。
鈴原 若美（すずはら わかみ）
新体操選手。
黒田 郁子（くろだ いくこ）
新体操選手。
竹内 真理子（たけうち まりこ）
新体操選手。
熊野 照美（くまの てるみ）
新体操選手。
行沢 明美（ゆきざわ あけみ）
新体操選手。
天宮 みづき（あまみや みづき）
東京東都第一中学2年生、14歳。大柄で、身長:170cm。上条光の新体操のライバル。
水島 洋子（みずしま ようこ）
鳥取西清中学の新体操選手。
落合 こずえ（おちあい こずえ）
新体操選手。
伊藤 靖子（いとう やすこ）
新体操選手。
富樫 圭介（とがし けいすけ）
光、みづきの新監督。昔はみづきの姉の監督。
地見井（ちみい）
声 - 桜井敏治
真生のバンドメンバーで軽音楽部員。ベースを担当。リーゼントでサングラスを着用している。
紀井州（きいす）
声 - 大滝進矢
真生のバンドメンバーで軽音楽部員。キーボードを担当。小柄で髪をかり上げている。
茶亜利（ちゃあり）
声 - 小野健一
真生のバンドメンバーで軽音楽部員。ドラムを担当。大柄でがに股が特徴。地見井、紀井州、茶亜利の3人は当初、学校の中庭でタバコを吹かす不良生徒という登場であったが夏川に「俺のバンドに入らないか。俺もこうだから普通の奴らとは組めないんでね」と誘いを受け、からかわれていると思った3人は夏川と殴りあいになったのち和解し正式なバンドメンバーとなったことが後の夏川の回想で明らかになる。

## テレビアニメ
1986年5月3日から同年9月20日まで、朝日放送ほかテレビ朝日系列にて毎週土曜日19時から19時30分の枠で放送された。望月智充の初監督作品。全19話。
放送開始間もなく第19話をもって終了することが決定。結果として放送期間は僅か4ヵ月半で終わった。
本作の放送終了後、1972年4月1日スタートの『海のトリトン』以来14年半続いた土曜19時台前半のABC制作枠（『はじめ人間ギャートルズ』途中の1975年3月30日まではTBS系）は木曜19時台後半枠へ移行。それと入れ替わりに、土曜19時台前半はテレビ朝日制作のアニメ枠となり、1986年10月から後番組の『聖闘士星矢』がスタートした。

### スタッフ
- 原作 - 麻生いずみ
- 製作 - 吉田健二（タツノコプロ）
- 企画 - 嶋村一夫（読売広告社）、井上明、九里一平（以上、タツノコプロ）
- シリーズ構成 - 園田英樹
- キャラクターデザイン - 橋本とよ子
- メカニックデザイン - アンモナイト
- 音楽 - 川村栄二
- 制作担当 - 石川光久
- 文芸担当 - 関島眞頼
- オープニングアニメーション - 浜崎博嗣
- 美術監督 - 多田喜久子
- 撮影監督 - 橋本和典
- プロデューサー - 鍋島進二（朝日放送）、大野実（読売広告社）、由井正俊（タツノコプロ）
- アシスタントプロデューサー - 植田基生（タツノコプロ）
- チーフディレクター - 望月智充
- 動画作監 - 木村信一、大原泰志、大豆一博、原鉄夫、川口弘明、寺岡賢司
- 録音ディレクター - 清水勝則
- 録音 - 中村修
- 録音助手 - しばぜん
- 効果 - 佐々木純一、野口透（アニメサウンドプロダクション）
- 現像 - IMAGICA
- 制作協力 - 読売広告社（※ノンクレジット）
- 制作 - 朝日放送、タツノコプロ

### 主題歌
オープニングテーマ - 「ハートの季節」
エンディングテーマ - 「片思いのハミング」
2曲共に、作詞 - 松井五郎 / 作曲 - 都倉俊一 / 編曲 - 川村栄二 / 歌 - 伊藤つかさ
EPレコードは、ビクター音楽産業から発売された。
『ハートの季節』は、ナタリー・シマールの『5月の手紙』のカバー（歌詞は異なる）である。

### 挿入歌
「風のシーナリー」作曲 - 井上ヨシマサ
「心の岸辺」作曲 - 川村栄二
2曲共に、作詞 - 川村真澄 / 編曲 - 川村栄二 / 歌 - 井上ヨシマサ
『光の伝説』音楽篇に収録。

### 各話リスト
| 話数   | サブタイトル                          | 脚本              | 絵コンテ            | 演出     | 作画監督     | 放送日        |
| ------ | ------------------------------------- | ----------------- | ------------------- | -------- | ------------ | ------------- |
| 第1話  | 追いかけてみたい… 私の新体操          | 園田英樹          | 望月智充            | 望月智充 | 井口忠一     | 1986年 5月3日 |
| 第2話  | 切れないでリボン! 恋に…とどけ         | 園田英樹          | 貞光紳也            | 貞光紳也 | 佐久間しげこ | 5月10日       |
| 第3話  | 好きになってもいいですか              | 園田英樹          | 古川順康            | 石井文子 | 須田裕美子   | 5月17日       |
| 第4話  | 片想いの季節・ラブソングが歌いたい    | 園田英樹          | 久保多美子          | 小林哲也 | 恩田尚之     | 5月24日       |
| 第5話  | 全中大会開幕! 私をささえていてほしい  | 渡辺麻実          | 茂木知里            | 茂木知里 | 後藤隆幸     | 5月31日       |
| 第6話  | よみがえれ女王! ターゲットはひとり    | 渡辺麻実          | 澤井幸次            | 澤井幸次 | 橋本とよ子   | 6月7日        |
| 第7話  | あこがれに向かって飛べたら            | 園田英樹          | 貞光紳也            | 貞光紳也 | 佐久間しげこ | 6月14日       |
| 第8話  | 明日へと続く夏色の道                  | 渡辺麻実          | 望月智充            | 望月智充 | 遠藤麻未     | 6月21日       |
| 第9話  | マリア登場! 誰かをいつも追いかけて    | 園田英樹          | 石井文子            | 石井文子 | 佐久間しげこ | 6月28日       |
| 第10話 | もっと遠くを見つめたい                | 渡辺麻実          | 小林哲也            | 小林哲也 | 橋本とよ子   | 7月5日        |
| 第11話 | 昨日の笑顔は もうほしくない           | 園田英樹          | 茂木知里            | 茂木知里 | 後藤隆幸     | 7月12日       |
| 第12話 | 置き忘れた夢を 取り戻せ               | 園田英樹          | 澤井幸次            | 澤井幸次 | 高木弘樹     | 7月19日       |
| 第13話 | お風呂でドッキリ!? 胸さわぎの修学旅行 | 平野靖士          | 望月智充            | 望月智充 | 遠藤麻未     | 8月2日        |
| 第14話 | いつかわかりあえる時まで              | 園田英樹          | 山口直樹            | 貞光紳也 | 橋本とよ子   | 8月16日       |
| 第15話 | 見る夢も同じ・二人はライバル          | 園田英樹          | 山口直樹            | 茂木知里 | 奥田万つ里   | 8月23日       |
| 第16話 | 渡せない! 栄光へのパスポート          | 渡辺麻実          | 小林哲也            | 小林哲也 | 水村十司     | 8月30日       |
| 第17話 | 時間よとまれ・この一瞬にかける!       | 渡辺麻実          | 澤井幸次            | 貞光紳也 | 恩田尚之     | 9月6日        |
| 第18話 | ゆれる想いを受けとめて                | 渡辺麻実 園田英樹 | 望月智充            | 望月智充 | 後藤隆幸     | 9月13日       |
| 第19話 | 夢みる力をわたしにください            | 園田英樹          | 久保多美子 小林哲也 | 小林哲也 | 橋本とよ子   | 9月20日       |

### 放送局
※放送系列は放送当時、放送日時は個別に出典が提示してあるものを除き、1986年8月中旬 - 9月上旬時点のものとする。
| 放送地域       | 放送局             | 放送日時           | 放送系列                      | 備考                         |
| -------------- | ------------------ | ------------------ | ----------------------------- | ---------------------------- |
| 近畿広域圏     | 朝日放送           | 土曜 19:00 - 19:30 | テレビ朝日系列                | 制作局、現・朝日放送テレビ。 |
| 北海道         | 北海道テレビ       | 土曜 19:00 - 19:30 | テレビ朝日系列                |                              |
| 宮城県         | 東日本放送         | 土曜 19:00 - 19:30 | テレビ朝日系列                |                              |
| 福島県         | 福島放送           | 土曜 19:00 - 19:30 | テレビ朝日系列                |                              |
| 関東広域圏     | テレビ朝日         | 土曜 19:00 - 19:30 | テレビ朝日系列                |                              |
| 新潟県         | 新潟テレビ21       | 土曜 19:00 - 19:30 | テレビ朝日系列                |                              |
| 静岡県         | 静岡けんみんテレビ | 土曜 19:00 - 19:30 | テレビ朝日系列                | 現・静岡朝日テレビ。         |
| 中京広域圏     | 名古屋テレビ       | 土曜 19:00 - 19:30 | テレビ朝日系列                |                              |
| 広島県         | 広島ホームテレビ   | 土曜 19:00 - 19:30 | テレビ朝日系列                |                              |
| 香川県・岡山県 | 瀬戸内海放送       | 土曜 19:00 - 19:30 | テレビ朝日系列                |                              |
| 福岡県         | 九州朝日放送       | 土曜 19:00 - 19:30 | テレビ朝日系列                |                              |
| 鹿児島県       | 鹿児島放送         | 土曜 19:00 - 19:30 | テレビ朝日系列                |                              |
| 鳥取県・島根県 | 日本海テレビ       | 月曜 19:00 - 19:30 | 日本テレビ系列                |                              |
| 熊本県         | テレビ熊本         | 土曜 7:30 - 8:00   | フジテレビ系列 テレビ朝日系列 |                              |

### 関連商品
- 『光の伝説』ハンカチ（メーカー不明）
- 『光の伝説』枕カバー（モリシタ）
- セイカのぬりえ『光の伝説』（メーカー：セイカノート（現・サンスター文具））
- 本作のメイン脚本家である園田英樹による『小説版　光の伝説』（集英社コバルト文庫）

#### サウンドトラック盤
『光の伝説』音楽篇（アニメ『光の伝説』サウンドトラックLP）レーベル：ビクター音楽産業、発売日：1986年7月21日 
- 収録曲

1. ブライト・パピヨン
2. ハートの季節
3. 思い出のリボン
4. 青春伝説
5. 風のシーナリー
6. 恋をしたら
7. メッセージ
8. 心の岸辺
9. 落葉と月の物語
10. ブルースカイ&ホワイトハート
11. 舞姫
12. 片思いのハミング
13. 悲しみをこえて
14. 夢みる頃に

### CS局での放送
- 2013年2月から6月まで、アニメーション専門チャンネルのAT-Xにて放送された。

### 備考
- 日本国外では全話を収録したDVDが正規発売されているが、日本国内では2023年現在も正規発売されていない。ただし、個人輸入により、入手が容易である。
- 1980年代後半から1990年代にかけ、日本国外では本作の成人向け版、いわゆる「Hentai Version」が製作されたという噂があったという。この噂は1987年4月15日にフェアリーダストより発売されたアダルトアニメ『ホワイトシャドウ』に起因するとされるが、『ホワイトシャドウ』と『光の伝説』は全く関係がない。
- 著名なフィギュア造形師の伊藤宏之が、1986年に上条光（レオタード姿で新体操手具を持つ姿）のレジン製フィギュアを制作。販売された模様（1986年発行の『ホビージャパン別冊 ALL THAT FIGURE 1986年』に『上条光』フィギュアの記事あり）。